# TV4 Fakta
TV4 Fakta är en tv-kanal som startade i Sverige den 15 september 2005 och i Norge den 26 mars 2010. Kanalen ersätts av Canal 9 i Norge efter 24 november 2011 som då startar en norsk version av kanalen. Kanalen ägs av TV4 Media och sändes till en början från Finland, där den hade sina sändningar förlagda hos TV4-gruppen:s finska systerkanal MTV3. Sedan den svenska radio- och tv-lagen liberaliserats den 1 februari 2008 flyttade TV4-Gruppen kanalen till huvudkontoret i Stockholm. Den 6 augusti 2012 lanserades TV4 Fakta XL som en systerkanal till TV4 Fakta och den sänder program om världen, människan och tekniken.

## Före kanalens tillkomst
TV4 Fakta planerades ursprungligen som en nyhetskanal med arbetsnamnet TV4 Nyheter. Det första steget togs år 2001 när TV4-gruppen fick sändningstillstånd för en nyhetskanal i det digitala marknätet. Den kanalen vidaresände CNN Internationals sändningar, men det var tänkt att det skulle utvecklas, något som dock inte skedde. Planerna låg sedan vilande några år och man fortsatte att vidaresända CNN.
År 2003 kom kanalen på tal igen. Då pratades det om att kanalen skulle få mycket lokalt innehåll från TV4-gruppen:s lokalstationer som slagits samman till ett företag, TV4 Sverige. Jan Scherman pratade om lokala frukostbord och därefter nyhetssändningar varvat med samhälls- och debattprogram under dag- och kvälltid.
År 2004 konkretiserades planerna ännu mer, bland annat med en testsändning av en nyhetskanal på CNN:s plats i marknätet, under namnet TV4 Sverige under våren. Under året kom namnet "TV4 Fakta" och man började gå infrån planerna på en renodlad nyhetskanal till en mer bred kanal.
I februari 2005 gav TV4-gruppen klartecken för startandet av kanalen. Då gick man också längre från den renodlade nyhetskanalen och kallade det en "svensk Discovery". Tonvikten lades istället på inköpta dokumentärer.
I maj 2005 presenterades Marit Danielsson som chef för den nya kanalen. Hon talade då om "en viss nyhetsservice" och därmed hade man gått långt från nyhetskanalen som istället utvecklades som en streamad internetkanal på nyhetskanalen.se.
I slutet av augusti meddelades det kanalen skulle sända från Finland för att kunna gå runt de svenska reklamreglerna. Man meddelade även då att kanalen skulle kunna sändas i flera nordiska länder under regionalt anpassade namn.

## Efter tillkomsten
Sen 2007 är Kajsa Stål chef för TV4 Fakta, och kanalen sänds idag från Sverige, kanalen har idag även lanserats i Norge.
TV4 Fakta kunde inleda sin sändningar den 15 september 2005, på dagen 15 år efter moderkanalen TV4:s start. Sändningarna inleddes klockan 15.00 och höll på fram till ungefär klockan 1 på natten. Utbudet bestod enbart av dokumentärer, under måndags- till torsdagskvällar uppdelat på teman såsom historia (måndagar), kriminalfall (tisdagar), medicin (onsdagar), teknik och vetenskap (torsdagar).
Vid starten hade kanalen avtal med de flesta större distributörer. Dessa inkluderade Boxer i marknätet, Viasat och Canal Digital via satellit, Com Hem och Canal Digital i kabelnät, programagenturerna SPA och Canal Digital samt bredbandsleverantörer. Det dröjde några månader innan kanalen lanserades hos Tele2Vision.
I november breddades utbudet med nyheter. Den 18 november började TV4-nyheterna sända kortnyheter på timslagen 15, 16, 17 och 18. Detta följde starten av nyhetssändningar under dagtid i både TV4 och TV4 Plus som pågått sedan några månader tidigare. I december 2005 började TV4 Fakta sända den engelskspråkiga versionen av EuroNews under den tid då man tidigare haft sändningsuppehåll, nätter och tidiga morgnar. Sändningstiden för EuroNews har dock blivit mindre då man istället valt att visa infomercials från Tvins på den tidigare sändningstiden. Idag har sändningarna från EuroNews och TV4-nyheterna försvunnit.
I slutet av augusti 2006 meddelade TV4-gruppen och MTV Media att de tillsammans skulle lansera kanalen i Finland under namnet MTV3 Fakta. Dessa sändningar inleddes den 15 november 2006.